# Karl Vondal
Karl Vondal (* 6. April 1953 in Obersiebenbrunn, Niederösterreich; † 10. Mai 2024) war ein österreichischer bildender Künstler. Sein Œuvre wird vornehmlich innerhalb der kunstwissenschaftlich umstrittenen Kategorisierung Art brut rezipiert.

## Werk
Den Kern des Schaffens von Karl Vondal bilden großformatige, collageartige Papierarbeiten. Diese gestaltet der Künstler durch das Aneinanderfügen unterschiedlicher Papierformate, die er mit Bleistift, Farbstiften, Tusche und Acrylfarben in pastelligen Tönen bearbeitet. Die Frau und erotische Sujets sind dabei thematische Schwerpunkte sowie die Formulierung von Träumen und Sehnsüchten, beispielsweise nach fremden Orten oder zwischenmenschlicher Nähe. Vondals Werke aus Zeichnung, Malerei und Assemblage werden mit Textelementen unterschiedlichen Ausmaßes ergänzt, durch die eine Vertiefung und Erweiterung der inhaltlichen Ebene des bildlich Dargestellten geschieht.

## Biografie und künstlerischer Werdegang
Karl Vondal wuchs als jüngstes Kind einer Großfamilie auf. Nach Absolvierung der allgemeinen Schulpflicht begann Vondal eine Maurerlehre und war als Hilfsarbeiter tätig. Im Alter von 19 Jahren kam es zu seinem ersten Aufenthalt in der damaligen „Heil- und Pflegeanstalt Gugging“. Auf Grund einer chronischen Erkrankung folgen Aufenthalte in verschiedenen psychiatrischen Einrichtungen. In den Achtzigerjahren wird in Gugging sein künstlerisches Talent erkannt. Erste Arbeiten sind aus dem Jahr 1988 dokumentiert. 2002 bezog Karl Vondal einen Platz im Haus der Künstler, Teil des Art/Brut Center Gugging, Maria Gugging. Vondal lebte im Haus der Künstler und arbeitete sowohl dort, als auch im offenen Atelier des Art/Brut Center Gugging. Seine Werke sind Bestandteil internationaler Sammlungen und Ausstellungen.

## Einzelausstellungen
- 2006: Karl Vondal, Galerie Latal, Zürich.
- 2010: Karl Vondal – Die Ehepaare sind blind aber..., Galerie Curtze Berlin, Berlin.
- 2017: karl vondal.! erotisches, museum gugging, Maria Gugging.[6]
- 2006: Galerie Objet Trouvé, Paris.
- 2007: blug – 4 Jahrzehnte Kunst aus Gugging, museum gugging, Maria Gugging.
- 2008: Une Rentrée Hors-Les-Normes, Galerie Objet Trouvé, Paris; Pure Art – True Art – Real Art, Tokio Toyama Gallery, Tokyo, Japan.
- 2009: gugging classics 2.!, museum gugging, Maria Gugging; gugging.! in Wien. Bank Austria Kunstforum, Wien.
- 2010: gugging classics 3.!, museum gugging, Maria Gugging; art/brut: gugging classics.!, Neues Museum Weimar, Weimar.
- 2011: gugging classics 4.!, museum gugging, Maria Gugging.
- 2012: Ricco/Maresca Gallery, New York, USA.
- 2013: Artists from Gugging, Gallery Judy A. Saslow, Chicago, USA; weltallende – august walla und die künstler aus gugging, Werner Berg Museum, Bleiburg; small formats.!, museum gugging, Maria Gugging.
- 2014: gugging meisterwerke.!, museum gugging, Maria Gugging.
- 2015: art in spiritual exile, Gallery Medija Centar Odbrana, Belgrad.
- 2017: orchestra rehearsal, Koelsch Gallery, Houston, USA.
- 2018 – 2021: gehirngefühl.! kunst aus gugging von 1970 bis zur gegenwart, museum gugging, Maria Gugging.[5]